# Materiały magnetycznie miękkie

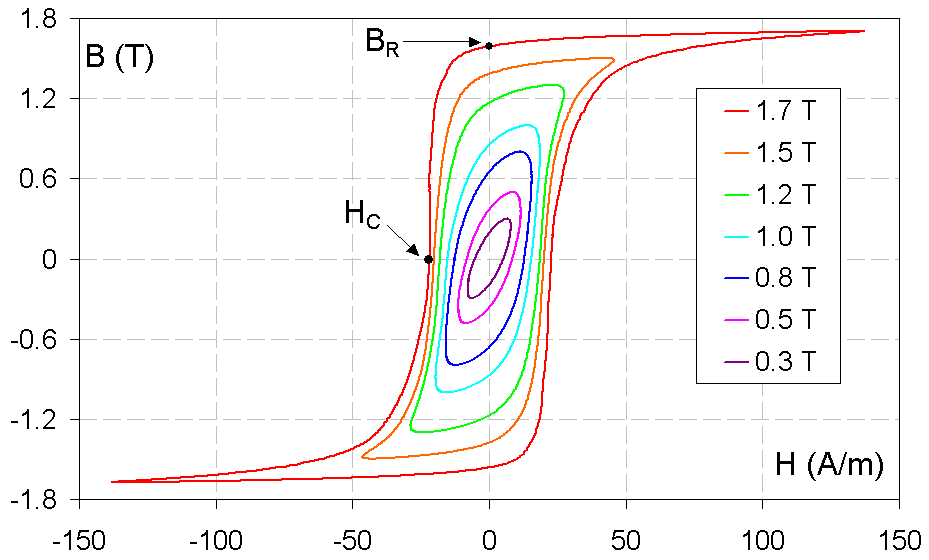
Rodzina pętli histerezy B=f(H) dla orientowanej blachy elektrotechnicznej, na wykresie zaznaczono remanencję B_{R} oraz koercję H_{C}

Materiały magnetycznie miękkie – umowna grupa materiałów wykazujących własności ferromagnetyczne, dla których wartość natężenia koercji HC jest poniżej 1000 A/m (HC przyjmuje tylko wartości dodatnie).

## Własności magnetyczne
Pętla histerezy materiału magnetycznie miękkiego jest stosunkowo „wąska” z uwagi na niewielkie wartości HC (definicja na rysunku).
Pożądanymi parametrami materiału magnetycznie miękkiego są:
- duża przenikalność magnetyczna, pozwalająca uzyskać duże wartości indukcji magnetycznej przy użyciu małego prądu magnesowania
- jak najmniejsza stratność (pole objęte pętlą histerezy), pozwalająca na wysokosprawne przetwarzanie energii
- duża indukcja nasycenia, pozwalająca na uzyskanie jak największej siły mechanicznej (proporcjonalnej do kwadratu indukcji)
- duża rezystywność w celu zmniejszenia strat mocy powodowanych prądami wirowymi
- odpowiednie własności mechaniczne (w zależności od zastosowania)

## Zastosowanie
Magnetyki miękkie stosuje się w urządzeniach elektrycznych do transformacji energii elektrycznej (transformatory), generacji energii elektrycznej (generatory, alternatory i prądnice) oraz zamiany energii elektrycznej w mechaniczną (silniki elektryczne).
Znajdują one również szerokie zastosowanie do ekranowania magnetycznego i czujników magnetycznych.

## Przykłady materiałów
Najszerzej stosowanymi magnetykami miękkimi są: stopy Fe i Si (stosunkowo tanie blachy elektrotechniczne), stopy Fe i Ni (duża przenikalność początkowa), stopy Fe i Co (duża indukcja nasycenia lub duża maksymalna przenikalność magnetyczna), ferryty (duża rezystywność) itp.
Nową grupą materiałów magnetycznie miękkich są szkła metaliczne otrzymane ze stopów na bazie żelaza lub kobaltu, w postaci cienkich taśm o grubości rzędu kilkudziesięciu mikrometrów. Charakteryzują się bardzo małą stratnością i mogą pracować przy częstotliwości do kilkuset kHz.
Magnetyki miękkie mogą być wykonywane w postaci cienkich warstw, włókien, drutów, taśm, blach, odlewów, wyprasek itp.